# Aulacopleura
Aulacopleura (лат.) — род трилобитов отряда Aulacopleurida из подсемейства Aulacopleurinae, известный из силурийских отложений Австрии, Гренландии, Италии, Канады, Китая и Чехии и девонских отложений Канады, Китая, Марокко и Чехии возрастом 471,8—388,1 млн лет назад.

## Описание
Цефалон полукруглый или полуэллиптический, с пограничным и предглабельным полем. Глабель короткая, с или без определенных глазных хребтов, соединяющих её с глазами переменного размера. Шипы в задних наружных углах головного щита (или генальные шипы) присутствуют, как правило, доходя до 2—4-го сегмента грудной клетки. Гипостома не связана с дорсальным щитом цефалона. Цефалон сложный или имеет небольшие бугорки. «Нёбо» (или гипостома) не связано с дорсальным щитом цефалона (или натанта). Цефалон покрыт ямочками или имеет небольшие бугорки.
Грудная клетка содержит до 22 сегментов. Плевральные концы обычно округлены.
Пигидий небольшой (микропиготный), с ровным краем.

## Таксономия
Барранд описал Arethusa koninckii в 1846 году. Тем не менее, название Arethusa было занято, так как было использовано Монфором в 1808 году для обозначения нового рода фораминифер. Барранд попытался исправить это, предложив Arethusina в качестве замены, но к этому времени Хоул и Корда уже предложили название Aulacopleura в 1847 году, из-за чего именно оно считается валидным.

### Виды
- Aulacopleura koninckii (Barrande, 1846) — средний силур Чехии (уэнлокская эпоха, формация Литен, Богемия)[4]
- Aulacopleura andersoni Adrian & Chatterton, 1995 — нижний силур Австралии (лландоверская эпоха, верхняя формация Коттон, возле Форбса, Новый Южный Уэльс)[5]
- Aulacopleura krizi Snajdr, 1975 — нижний силур Чехии (лландоверская эпоха, формация Зелковице, район Бероун, Центральная Богемия[6]
- Aulacopleura letmathensis Basse & Lemke, 1996 — средний девон Германии (живетский ярус)
- Aulacopleura pogsoni Edgecombe & Sherwin, 2001 — нижний силур Австралии (лландоверская эпоха, верхняя формация Коттон, возле Форбса, Новый Южный Уэльс)[5]
- Aulacopleura sandfordi Edgecombe & Sherwin, 2001  — нижний силур Австралии (лландоверская эпоха, верхняя формация Коттон, возле Форбса, Новый Южный Уэльс)[5]
- Aulacopleura wulongensis Wang, 1989 — нижний силур Китая (лландоверская эпоха, Сычуань)[4]